# Radin !
Pour les articles homonymes, voir Radin.
Pour plus de détails, voir Fiche technique et Distribution.
Radin ! est une comédie française réalisé par Fred Cavayé, sorti en 2016.

## Synopsis
Incroyablement radin, François Gauthier, violoniste, règle sa vie de façon à ne rien dépenser. Si l'économie le rend fou de joie, le paiement en revanche le contrarie. Un jour, tout bascule lorsqu'il rencontre une femme, dont il tombe amoureux, mais aussi Laura, sa fille, dont il ignorait jusque-là l'existence. Voulant cacher son grand défaut, François se met à mentir à tout cet entourage et ses mensonges finiront par lui coûter cher.
Scène post-générique
François et Laura sont au bord d'une piste déserte au Mexique. Aucun véhicule ne passe. Laura est épuisée. François est optimiste et fait du stop. Une voiturette approche. François dit à Laura qu'il refuse de monter à nouveau dans ce genre de voiture et tourne le dos à la route. Laura se lève et veut arrêter la voiture. François tente de l'en empêcher.

## Fiche technique
Sauf indication contraire, les informations mentionnées dans cette section peuvent être confirmées par les bases de données cinématographiques IMDb et Allociné,  présentes dans la section « Liens externes ».
- Titre original : Radin !
- Réalisation : Fred Cavayé
- Scénario : Nicolas Cuche et Laurent Turner, adapté par Fred Cavayé, avec la collaboration de Samantha Mazeras sur une idée d'Olivier Dazat
- Musique :  Klaus Badelt
- Décors : Laurence Brenguier
- Costumes : Marie-Laure Lasson
- Photographie : Laurent Dailland
- Son : Jérôme Chenevoy, Marc Doisne, Pierre André
- Montage : Yann Malcor
- Producteurs : Éric Jehelmann et Philippe Rousselet
  - Production exécutive (Espagne) : Fernando Victoria de Lecea
- Sociétés de production[1] : Jerico, en coproduction avec TF1 Films Production et Mars Films, avec la participation de Canal+, Ciné+ et TF1
- Sociétés de distribution[2] : Mars Films (France) ; Alternative Films (Belgique) ; A-Z Films (Québec) ; Pathé Films AG (Suisse romande)
- Budget : 11 516 833 €[3]
- Pays de production :  France
- Langues originales : français, espagnol
- Format[4] : couleur - DCP Digital Cinema Package - 2,35:1 (Cinémascope) - son Dolby 5.1
- Genre : comédie
- Durée : 89 minutes
- Dates de sortie[5] :
  - France, Belgique, Suisse romande : 28 septembre 2016[6],[7]
  - Québec : 14 octobre 2016[8]
- Classification[9] :
  - France : tous publics[10]
  - Belgique : tous publics (Alle Leeftijden)[6]
  - Suisse romande : interdit aux moins de 6 ans[11]
  - Québec : tous publics (G - General Rating)[8]

## Distribution
- Dany Boon : François Gauthier, père de Laura
- Laurence Arné : Valérie, violoncelliste, amoureuse de François
- Noémie Schmidt : Laura, fille de François et Carole
- Patrick Ridremont : Cédric, voisin de François
- Christophe Canard : Gilles, violoniste
- Christophe Favre : Demeester, chef d'orchestre
- Karina Marimon : Carole, mère de Laura
- Stéphan Wojtowicz : Président du syndicat des copropriétaires
- Pierre Benoist : Professeur de musique, collectant la cagnotte pour le départ à la retraite
- Anne-Sophie Girard : Julie, contrebassiste
- Nicolas Lumbreras : Rémy, banquier de François
- Monique Mauclair : Voisine, de François
- Victor Ghesquière : Gaëtan, élève nul essayant d'apprendre le violon
- Laurent Saint-Gérard : Maître d'hôtel du restaurant chic
- Audrey Rhodes-Greig : Laura à 8 ans
- Noël Lafon : Mari de la voisine
- Jacques Marchand : Voisin âgé, prêtant sa voiturette
- Laurent Fernandez : Loïc, patron de la crêperie
- Benoît Tachoires : le curé
- Pierre Diot : musicien dans le plâtre
- Charline Paul : Mère de François
- Jérémy Lopez : Père de François
- Emmanuelle Rivière : Gwenaëlle, patronne de la crêperie
- Lisa Spurio : Carole à 22 ans
- Matthieu Kassimo : François à 22 ans
- Amaury Breton : François à 13 ans
- Gavril Dartevelle : François à 7 ans
- Claire Beauge : Caissière
- Christine Bonnard : Femme du banquier
- Julie Cochennec : Adolescente au cinéma
- Catherine Giron : Dame au supermarché
- Sacha Petronijevic : Médecin
- Jean-Luc Porraz : M. Leguen, professeur de musique partant à la retraite
- Laure Sirieix : Infirmière à la maternité
- Jean-Marc Le Bars : Traiteur
- Rémy Chrétien : Président de l'association
- Laurent Petitgirard : le chef d'orchestre
- Sébastien Chabal : lui-même

## Production
La bande-annonce est sortie en juin 2016, le film sort le 28 septembre 2016.

### Tournage
Le tournage a débuté en octobre et s'est terminé en novembre 2015, le film s'est déroulé en Île-de-France à Paris, au Théâtre du Garde-Chasse des Lilas, au conservatoire de Colombes, à Voisins-le-Bretonneux dans les Yvelines, au théâtre de Puteaux et dans le désert de Tabernas en Andalousie.

## Bande originale
Sauf indication contraire ou complémentaire, les informations mentionnées dans cette section proviennent du générique de fin de l'œuvre audiovisuelle présentée ici.
- Le paradis est là !.
- Le Freak par Chic de 1978
- Plin de Kergonan.
- Oh, Pretty Woman par Roy Orbison de 1964 (Laura se lève du canapé, pousse François jusque dans sa chambre et ouvre sa penderie).
- Flamenco solo.
- On est les champions.
- Callejero.
- Cucu children.
- Andro.
- Quintette en la majeur « La Truite »  de Franz Schubert de 1819.
- Mujer latina (es) par Thalía de 1997 (début du générique de fin).

Musiques non mentionnées dans le générique
- Symphonie nº 40 de Wolfgang Amadeus Mozart de 1788.
- Les Quatre Saisons d'Antonio Vivaldi de 1725.
- Ouverture n°3 en ré majeur des Suites pour orchestre de Johann Sebastian Bach.
- Le Lac des cygnes de Piotr Ilitch Tchaïkovski.

## Accueil

### Accueil critique
En France, le site Allociné propose une note moyenne de 2,8⁄5 à partir de l'interprétation de critiques provenant de 20 titres de presse.

### Box-office
Le film engendre dès son premier jour 136 272 entrées sur le territoire français. Radin ! fait un bon démarrage en première semaine en atteignant le million d'entrées, résultat que Dany Boon n'avait plus atteint depuis Supercondriaque en tant qu'acteur-réalisateur (2 millions d'entrées en première semaine) et Astérix et Obélix : Au service de Sa Majesté uniquement en tant qu'acteur (1,1 million d'entrées en première semaine).
| Film    | Box-Office France, |
| Radin ! | 2 920 360 entrées  |

## Analyse